# Machar Wais von Fauerbach

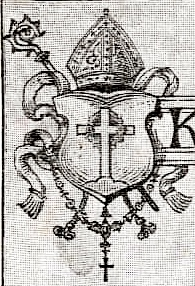
Wappen der Abtei Limburg

Machar Wais von Fauerbach (* im 15. Jahrhundert; † 16. November 1509 in Speyer) war ein Benediktiner und Abt des Klosters Limburg.

## Leben und Wirken

### Benediktiner und Abt
Er entstammte dem in der Wetterau beheimateten Adelsgeschlecht der Wais von Fauerbach. Es ist unklar ob Machar der Taufname oder ein Ordensname ist.

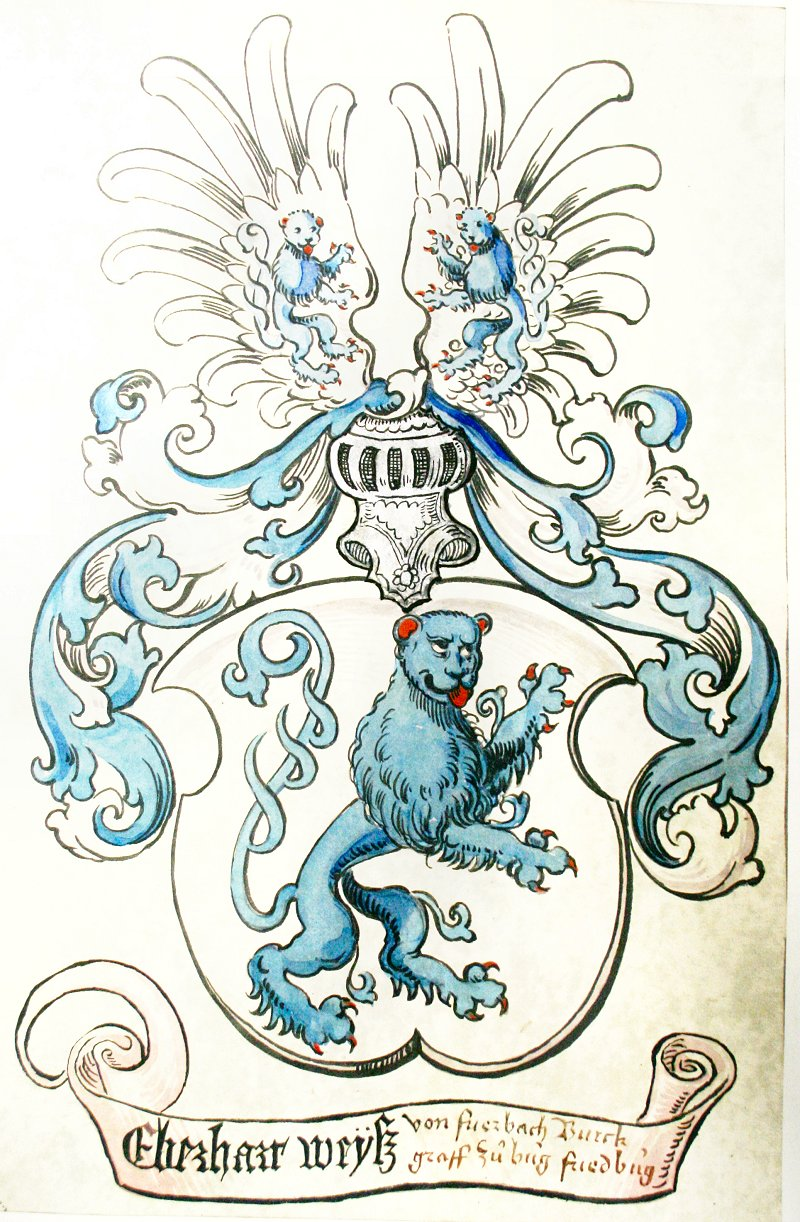
Familienwappen Wais von Fauerbach

Machar Wais von Fauerbach wurde Benediktiner und trat bereits mit 12 Jahren dem Limburger Konvent bei. 1481 begann man dort durch die Bursfelder Kongregation eingehende Reformen. Ab 1483 regierte Anselm Ulner von Dieburg als Abt und trat 1490 zurück. Man wählte Machar, der bereits unter ihm als Prior fungierte, zu seinem Nachfolger als 55. Abt des Klosters Limburg. Er sollte der letzte Abt sein, welcher das Kloster noch in seiner alten Pracht regierte. Johannes Trithemius, der bei seiner Einsetzung in Limburg anwesend war, charakterisiert ihn als sanften bescheidenen und friedlichen Mann, der sich durch Unbescholtenheit seines Wandels auszeichnete und strenge Klosterzucht hielt. Der Lokalhistoriker Johann Georg Lehmann schreibt von ihm: „Er war ein gelehrter und tugendhafter Mann, ohne alle Leidenschaftlichkeit, dabei annehmlich im Umgange und mit einer hinreißenden Beredsamkeit begabt.“
1492 erneuerte er die herkömmlichen Lehen für die Grafen von Leiningen. Dennoch versuchte der kriegerische Graf Emich IX. von Leiningen-Hardenburg permanent die Rechte der Abtei zu schmälern. Es kam mit ihm zu ständigen Streitigkeiten, durch den Schutz der mächtigen Kurpfalz konnte sich das Kloster jedoch weitgehend behaupten. Als 1504 der Landshuter Erbfolgekrieg ausbrach und Kurfürst Philipp von der Pfalz mit der Reichsacht belegt wurde, erhob sich Emich IX. sofort gegen ihn. Mit Landgraf Wilhelm II. von Hessen durchzog er die Kurpfalz und hinterließ insbesondere an der Bergstraße eine Spur der Verwüstung.

### Zerstörung des Klosters

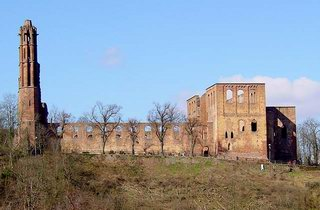
Die ausgebrannte Limburger Kirchenruine

Im Juli 1504 kündigte der Leininger dem Abt gegenüber seine Lehen auf, was Machar Wais von Fauerbach einen Angriff auf sein Kloster befürchten ließ. Er forderte eine kurpfälzische Schutztruppe an, die am 23. Juli des Jahres, in Stärke von 400 Mann, unter dem Hauptmann Friedrich von Sponheim, in die Abtei einrückte. Unter ihrem Schutz ließ Abt Machar den Kirchenschatz, die Bibliothek und das Archiv nach Speyer auslagern. Er selbst begleitete den Transport, erkrankte jedoch in Speyer an einem Fieber und musste dort bleiben. Der Prior von Limburg sollte auf seine Anordnung hin weitere Einrichtungsgegenstände, besonders Möbel und Altarbilder evakuieren, was aber der kurpfälzische Truppenkommandeur Friedrich von Sponheim ablehnte, da er den Ausbruch einer Panik unter den Bewohnern der Gegend fürchtete. Am 29. August 1504 musste die kurpfälzer Schutztruppe kriegsbedingt abziehen, als sie an anderer Stelle eingesetzt werden sollte; die verbliebenen Mönche schlossen sich den Soldaten an.
Schon am nächsten Tag fiel Graf Emich IX. über den Konvent her. Er raubte alles was ihm brauchbar erschien, ließ die Gruft erbrechen, den Leichnam seines dort begrabenen Vaters nach Bad Dürkheim überführen und zündete das 500 Jahre alte Kloster an. Um möglichst großen Schaden zu verursachen, unterhielt man das Feuer 12 Tage lang künstlich. Alle Gebäude wurden vernichtet, mit ihnen 21 Altäre. Während man die Konventsgebäude später wieder aufzubauen begann, blieb die Kirche eine Ruine und wurde nur in Teilen notdürftig zum Gottesdienst wieder hergestellt. Die Abtei Limburg verlor mit diesem Ereignis weitgehend an Bedeutung und führte bis zu ihrer endgültigen Auflösung nur noch ein Schattendasein.

### Aufenthalt in Wachenheim

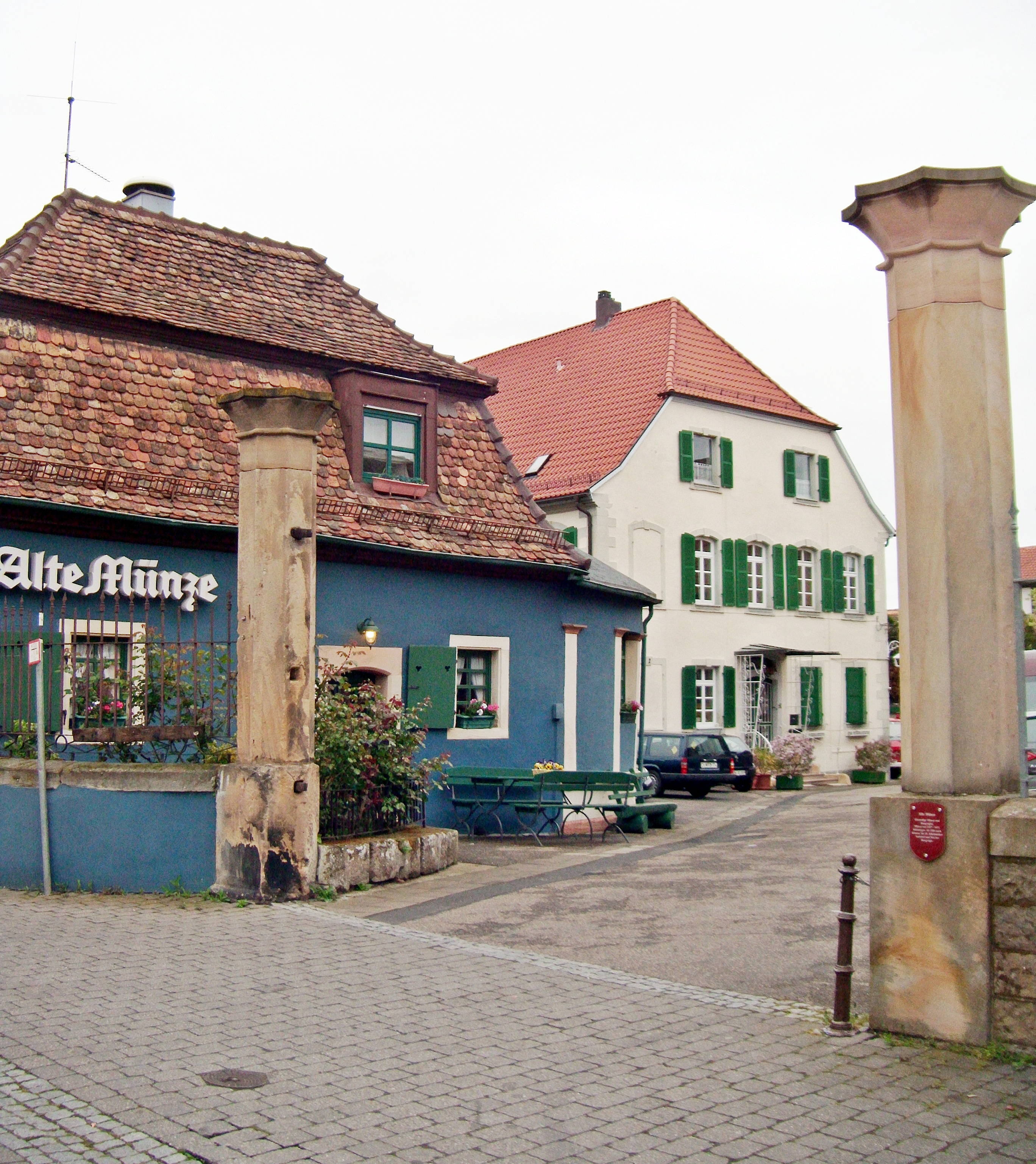
Münzhof (ehem. Gut des Klosters Limburg), Langgasse 2 u. 2 a in Wachenheim

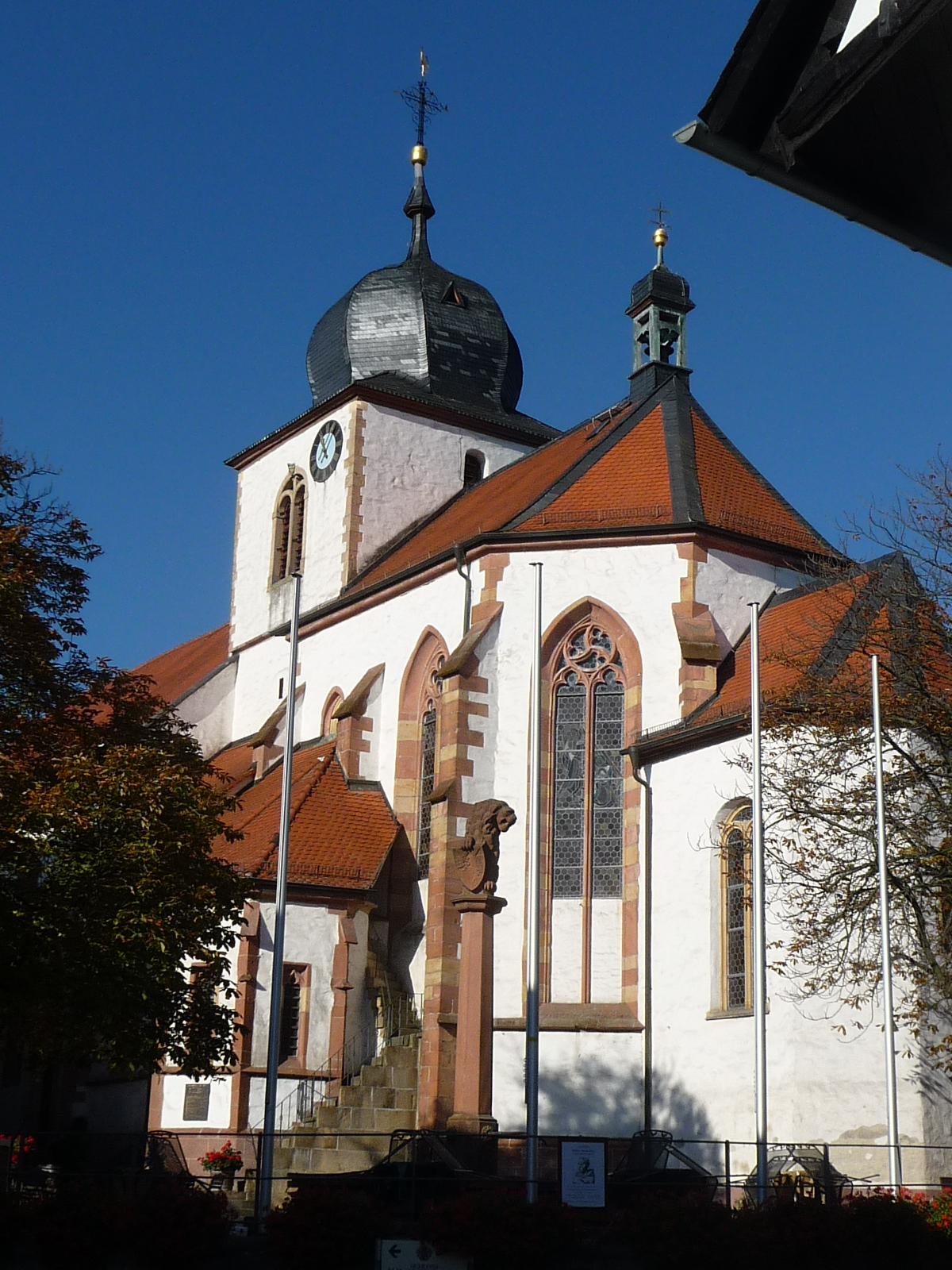
Pfarrkirche St. Georg, Wachenheim

Machar Wais von Fauerbach zog mit 4 Konventualen in den Limburger Gutshof (genannt Münzhof) zu Wachenheim an der Weinstraße. Den größten Teil der heimatlos gewordenen Mönche brachte er in anderen Klöstern unter. Im Juli 1505 klagte er auf dem 
Reichstag zu Köln den Leininger Grafen als „strafwürdigen Brandstifter und Zerstörer seiner Abtei“ an. Eine gleichlautende Klage führte er bei Papst Julius II. in Rom. König Maximilian I. ordnete eine Untersuchung der Angelegenheit an, die jedoch ohne greifbare Ergebnisse blieb. Machar forderte von den Leiningern eine Wiedergutmachung des entstandenen Schadens, wodurch das Verhältnis zu ihnen dauerhaft gespannt blieb.
Der Abt wollte deshalb das Kloster nicht mehr in der Nähe des Leininger Stammsitzes, der Hardenburg, wiederbeleben und plante seine Umsiedlung nach Wachenheim. Zu diesem Zweck verkaufte er das der Abtei gehörende Schloss Friedelsheim und versuchte mit dem Erlös das Vorhaben umzusetzen. Anfang 1508 bestimmte er Johann von Deidesheim zum Prior und berief die Limburger Mönche nach Wachenheim zurück. Im gleichen Jahr erwarb er von den Prämonstratensern die Wachenheimer Pfarrkirche St. Georg, ließ den zugehörigen Pfarrhof ausbauen und kaufte Häuser bzw. Grundstücke zum Klosterneubau. Dazu kam es jedoch nicht mehr. Machar Wais von Fauerbach starb im November 1509 in Speyer und wurde seinem Wunsch gemäß im Chor der Kirche von Wachenheim – der präsumtiven Abteikirche – beigesetzt. Sein Abtsnachfolger Werner Breder von Hohenstein, den er schon 1505 als Prior des Filialkonvents Naumburg eingesetzt hatte, verfolgte den Umzugsplan nicht weiter, sondern begann mit dem Wiederaufbau der alten Abtei.
Machars übernächster Nachfolger Apollo von Vilbel († 1536) dürfte mit ihm verwandt gewesen sein, da dessen Großmutter ebenfalls aus dem Geschlecht der Wais von Fauerbach stammte.